# Папирня (Житомирская область)
Папирня (укр. Папірня) — село на Украине, основано в 1922 году, находится в Овручском районе Житомирской области.
Код КОАТУУ — 1824280604. Население по переписи 2001 года составляет 112 человек. Почтовый индекс — 11152. Телефонный код — 4148. Занимает площадь 3,99 км².

## История
Село Папирня лежит над рекой Норынь вблизи Овруча. В XVIII веке здесь была „папирня“ — фабрика по производству бумаги. Дату основания и ликвидации папирни установить не удалось. По рассказам старожилов, она существовала в конце XVIII — первой половине XIX века, но при отмене барщины папирни уже не было. Во время полевых исследований в селе удалось найти микротопоним Рудня или Папирня. Нет сомнения, что село образовалось у „папирни“ и от нее получило свое название. Ещё сравнительно недавно (в середине XIX века) в селе была рудня, которая, видимо, осталась на месте бывшей „папирни“.
Однако в актовых записях, касающихся учёта еврейского населения в Киевском воеводстве, находятся первые, более точные письменные данные, о селе Папирня Овручского уезда. Действительно, согласно переписи евреев в Овручском уезде Киевского воеводства, проведенной в апреле 1765 года, впервые письменно упоминаются Рудня и Папирня («Rudnia, papiernia»), которые принадлежали к кагалу Норинска, и там проживало 7 евреев (głow żydowskich ). А по переписи евреев в Киевском и Житомирском уездах Киевского воеводства от 1 мая 1778 года, в Папирне фиксируется 5 евреев (głow żydowskich).  Люстрация евреев в Житомирском и Овручском уездах Киевского воеводства в 1784 году также упоминает Папирню в составе прихода кагала Норинск, где проживало в то время только 2 еврея.

## Адрес местного совета
11152, Житомирская область, Овручский р-н, с. Бондари